# Oberhoffen-sur-Moder
Oberhoffen-sur-Moder é uma comuna francesa na região administrativa de Grande Leste, no departamento Baixo Reno. Estende-se por uma área de 14,22 km². Em 2010 a comuna tinha 3 522 habitantes (densidade: 247,7 hab./km²).